# Long Gone
«Long Gone» es una canción del músico y compositor, Syd Barrett, lanzada en el álbum debut de Barrett después de su estadía de varios conciertos y el álbum debut de la banda Pink Floyd, con la alineación original (Barrett, Richard Wright, Roger Waters, Nick Mason y Bob Klose, anterior miembro que estuvo en los primeros años de la banda), The Madcap Laughs, con un toque de rock psicodélico y folk rock.

## Composición
Aunque no se tiene del todo claro ninguna de ellas, la canción puede tener muchas interpretaciones, pero una de las más posibles es que se trate de la separación de Pink Floyd y su reemplazo con David Gilmour al preguntarse a quién aún amaba y porque se fueron los que lo rodeaban.